# Cardiotrofina 1
La cardiotrofina-1 (CT-1) es una citoquina. Es un factor hipertrófico cardíaco de 21.5 kDa y una proteína miembro de la superfamilia de citoquinas, y de la subfamilia de las interleucinas IL-6. 

## Introducción
La CT-1 provoca la mayor parte de sus efectos a través del receptor LIF (Leukemia Inhibitory Factor). Las células encargadas de su síntesis son, sobre todo, los cardiomiocitos, aunque también los fibroblastos, y produce efectos cardioprotectores e hipertróficos.

## Descubrimiento
La molécula proteica cardiotrofina 1 pudo ser identificada a partir de una genoteca de ADN complementario (ADNc) del cuerpo embrioide de un ratón mediante “expression cloning” (técnica de clonación del DNA que usa vectores de expresión para generar una genoteca de clones, con cada clon expresando una proteína). Cuando se aplicó la técnica se pudo descubrir que la función de CT-1 en ratones era la de inducir características de hipertrofia en cardiomiocitos de ratón neonatal in vitro y, unirse y activar el factor inhibitorio de leucemia/complejo receptor gp130 (glucoproteína 130). Además, la CT-1 humana producida por transfección de los clones de DNAc en células mamíferas induce la hipertrofia de cardiomiocitos de rata neonatal.
La CT-1 humana y de ratón se unen al receptor del factor inhibitorio de la leucemia en ambas líneas de células, tanto humanas como de ratón, indicando una falta de especificidad de especie. En cambio, no se detectó unión al receptor específico de la oncostatina humana M.

## Estructura
Se describen 2 isoformas producidas por “splicing” (mecanismo de corte y empalme) alternativo.
La isoforma 1, que se muestra a continuación, ha sido escogida como la secuencia “canónica”. Su longitud es de 201 aminoácidos y consta de una masa de 21,227Da
MSRREGSLED (10) PQTDSSVSLL(20) PHLEAKIRQT(30) HSLAHLLTKY(40) AEQLLQEYVQ(50)
LQGDPFGLPS(60) FSPPRLPVAG(70) LSAPAPSHAG(80) LPVHERLRLD(90) AAALAALPPL(100)
LDAVCRRQAE(110) LNPRAPRLLR (120) RLEDAARQAR(130) ALGAAVEALL(140) AALGAANRGP(150)
RAEPPAATAS(160) AASATGVFPA(170) KVLGLRVCGL(180) YREWLSRTEG(190) DLGQLLPGGS(200)
A
La secuencia de la isoforma 2 difiere de la canónica en la ausencia del amioácido 9 (E- ácido glutámico).
También se describe una variante natural (polimorfismo, no implicado en enfermedades) de la proteína, en la que el amioácido en la posición 92, A (alanina), es sustituido por T (treonina), lo que en propiedades físico-químicas supone un cambio de un residuo pequeño e hidrofóbico (A) a uno de tamaño medio y polar (T).
En el alineamiento de las cardiotrofinas humana, de ratón y de rata se encuentran 157 posiciones idénticas, con una identidad del 77.34%.

## El papel que desarrolla CT-1 dentro de la familia de las citoquinas
La familia de citoquinas IL-6 (que también incluye, por ejemplo, al factor inhibitorio de leucemia y a la oncostatina M), tiene un amplio rango de actividades de crecimiento y diferenciación en muchos tipos de células incluyendo las de la sangre, hígado y sistema nervioso. CT-1 es por lo tanto activa en muchos de estos sistemas. El mecanismo de liberación de CT-1 de las células se desconoce actualmente.
Las acciones biológicas inducidas por las citoquinas de la familia IL-6 están mediadas por receptores (formados a su vez por varias subunidades) de la superficie de la célula que comparten una subunidad señal común, gp130 (glucoproteína 130, proteína transmembrana). 
Las subunidades de estos receptores son miembros de la familia de receptores de citoquinas/hormonas de crecimiento que han conservado los residuos de cisteína y triptófano en el dominio extracelular y que señalizan a través de la secuencia señalizadora Jak/STAT. La CT-1, LIF, OSM, y CNTF inducen la heterodimerización de gp130 y al receptor LIF de 190kDa, y por el contrario, IL-6 y IL-11 inducen la homodimerización de gp130.
En relación con la localización cromosómica, las localizaciones de los intrones en la secuencia de codificación para CT-1 son similares a las encontradas para LIF y OSM, mientras que IL-6 e Il-11 contienen dos intrones adicionales en la mitad de la proteína C-terminal. En cambio, CNTF carece del intron 5’ encontrado en las regiones de la codificación de los otros genes. Así, el gen humano CT-1 está localizado en 16P 11.1 – 16P 11.2. Los genes LIF y OSM se encuentran en el cromosoma 22q12, y los genes CNTF, IL-6 e Il-11 están en 11q12, 7p21 y 19q13, de esta forma se puede demostrar que el gen humano CT-1 no está vinculado a otros miembros de la familia de citoquinas IL-6.
En cuanto a la estructura, se cree que las citoquinas IL-6 pueden tener estructuras proteicas similares con cuatro hélices alfa. 

## Localización en el cromosoma
La localización en el cromosoma humano del gen que codifica para CT-1 se realizó a través de la hibridación in situ fluorescente (FISH). “FISH” fue realizada con cromosomas metafásicos de linfocitos humanos en una tinción de contraste con yoduro de propidio y 4,6-diamidin-2-fenilindol-dihidroclorido. El nombre de dicho gen es CTF-1, mientras que CT-1 es la proteína. Se encontraron dos puntos indicativos de la presencia de CT-1 en el brazo corto del cromosoma 16 justo por encima del centrómero. El gen humano CT-1 está localizado en 16P 11.1 – 16P 11.2 y no está vinculado a otros miembros de la familia de citoquinas IL-6.
La región codificadora de CT-1 está contenida en 3 exones. 

## Expresión de la proteína CT-1
Se investigó la CT-1 de ratón, muy similar a la humana, y se demostró que contiene secuencias de consenso, como por ejemplo encontramos a SP-1, CRE, NF-IL6, AP-1, AP-2 y GATA . Los investigadores llegaron al punto de demostrar que el factor 1 inducible de hipoxia (HIF-1) mejora la expresión de CT-1. Esto significa una mayor y mejor supervivencia de cardiomiocitos en la respuesta isquémica. Dichos investigadores se centraron en este camino porque hubo un momento que fue propuesta la CT-1 como prevención de la lesión isquémica cardíaca.
Unas condiciones de hipoxia de 60 minutos, también se descubrió que regulaban de forma positiva la expresión de ARNm de la molécula CT-1 en los cardiomiocitos del cultivo que hemos mencionado anteriormente. No solamente esto, sino que además la hipoxia aumentó significativamente la expresión de la proteína CT-1, el ARNm de dicha proteína CT-1 y HIF-1 en las células de corazón que se derivaron de células madre de embriones. Esto confirmó definitivamente el papel protector mediante la mayor supervivencia y la proliferación celular.
En términos de regulación de la proteína CT-1, se vio que podía estar regulada por los llamados factores endocrinos, como por ejemplo la norepinefrina, la aldosterona, el factor de crecimiento de fibroblastos-2 y la urocortina.
El factor de crecimiento de fibroblastos-2 ha sido investigado y finalmente se ha demostrado que aumenta los niveles de ARNm de CT-1 en el corazón. Un apunte sumamente interesante que extrajeron los investigadores del estudio fue que la administración de dicho factor, exactamente 2 microgramos por corazón estudiado, disminuyeron considerablemente el tamaño del infarto, y además hizo que la rata con infarto agudo de miocardio e isquemia crónica irreversible con la que se había investigado indujera hipertrofia postinfarto.
Todo esto observado se relacionó y asoció por parte de los investigadores a que el factor de crecimiento de fibroblastos-2 puede modular la expresión de CT-1.
Los investigadores también demostraron que la aldosterona, que ya se sabía que inducía la hipertrofia cardíaca, también aumenta la expresión de la CT-1.

### Expresión de CT-1 mRNA en los tejidos humanos
El gen cromosómico de la proteína CT-1 da lugar por transcripción a un RNA mensajero de 1.7 kbp (kilo pares de bases), que se expresa mediante la traducción de RNAm a cadena peptídica dando lugar a esta proteína de 21,5 kDa. La expresión de la cardiotrofina en humanos varía según el tejido.
En relación con la localización, la secuencia de RNA que codifica para la proteína CT-1 se encuentra en altos niveles en el corazón, el músculo esquelético, la próstata y el ovario. En cambio, se encuentra en menor cantidad en el pulmón, el riñón, el páncreas, el timo, los testículos y el intestino delgado. Poca o ninguna expresión en cerebro, placenta, hígado, bazo, colon o leucocitos de sangre periférica.
La CT-1 tiene un importante papel en el corazón ya que es muy abundante. Además, la expresión de CT-1 en gran cantidad de tejidos y su funcionamiento a través del factor inhibidor de leucemia (LIF) indica que esta proteína puede tener funciones importantes además del papel que desempeña en el corazón.

## Modo de acción
La proteína ejerce sus efectos celulares mediante la interacción con la glicoproteína 130 (gp130) y con el factor inhibidor de la leucemia de los receptores beta (LIFR) heterodímeros, ambos componentes de la familia del receptor GP 130. CT-1 lleva a cabo sus propiedades hipertróficas y citoprotectoras a través de los transductores de señal/activadores de Janus quinasa y activadores de la transcripción (JAK / STAT), proteína quinasa activada por mitógeno (MAP), fosfatidilinositol (PI) 3 quinasa y vías del factor nuclear kappa B (NFkappaB). Además, CT-1 activa la fosfatidilinositol 3-quinasa (PI-3 quinasa) en cardiomiocitos y mejora las actividades de unión al ADN del factor de transcripción NF-kB.

### Señales intracelulares
Las señales intracelulares que se corresponden con la CT-1 engloban:
-Kinasas reguladas por señales extracelulares (ERK)
-Kinasas ligadas a proteínas mitógenas (MAP) y sistema (JACK/STAT)
-Mecanismos que tienen relevancia en la regulación del crecimiento.

## Efectos biológicos de CT-1 en tejidos y sistemas humanos

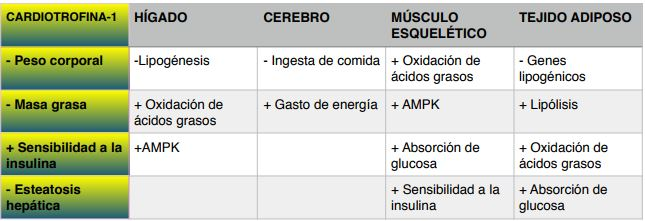
Efectos biológicos de la cardiotrofina-1

CT-1 es una citoquina multifacética que actúa como agente terapéutico en los distintos tejidos humanos.
Con respecto al sistema nervioso, CT-1 es altamente eficaz en la protección de neuronas contra los estímulos estresantes o nocivos para su correcto funcionamiento. 
CT-1 también es clave en la regulación del metabolismo, ya que participa en el metabolismo de la glucosa y de los lípidos. Se destaca también su papel en la regulación de la ingesta de alimentos y las rutas metabólicas que se llevan a cabo en el hígado, el músculo y el tejido adiposo. Se conoce que la cardiotrofina 1 promueve el metabolismo oxidativo, reduce la acumulación de lípidos y mejora la sensibilidad a la insulina. Por ello, es importante en el tratamiento de la obesidad y en el de la diabetes mellitus tipo 2, ya que se ha observado que las personas obesas presentan una concentración significativamente elevada de CT-1.

Efectos biológicos de Cardiotrofina-1 en el sistema nervioso

Su papel funcional en el sistema cardiovascular es proteger los cardiomiocitos contra la apoptosis inducida por el estrés e induce a la vez la hipertrofia cardíaca en el miocardio humano. La hipertrofia cardíaca es una importante respuesta adaptativa del corazón frente a una elevada carga de trabajo, caracterizada por la reactivación de genes normalmente expresados durante el desarrollo fetal del corazón y por la acumulación de proteínas sarcoméricas en ausencia de la replicación del DNA o división celular.
Finalmente, se ha visto que CT-1 regula la reacción inflamatoria en distintos tejidos ante estímulos infecciosos o no infecciosos.
En resumen, CT-1 es una citoquina con importante relevancia en los distintos tejidos humanos; sin embargo, dada su habilidad de regular el sistema de varios órganos, la capacidad de manipular su función para beneficios terapéuticos es un reto que debe ser investigado con mayor profundidad en el futuro.

## Patología
La CT-1 se asocia con la fisiopatología de las enfermedades del corazón, incluyendo la hipertensión, el infarto de miocardio, la enfermedad cardíaca valvular y la insuficiencia cardíaca-congestiva. Así, los niveles de CT-1 son altos en pacientes que padecen hipertrofia ventricular izquierda (HVI) e hipertensión arterial (HTA).

### Relación de CT-1 con enfermedades nutricionales
Se ha descubierto que la CT-1 tiene la capacidad de estimular a la grasa acumulada en el tejido adiposo para que salga y se produzca su combustión en el músculo. Por este motivo esta proteína podría convertirse en la protagonista de un tratamiento contra la obesidad, el sobrepeso y la insulina, junto con sus enfermedades derivadas.
También ha sido observado que la cardiotrofina 1 procova una disminución en la apetito, así que facilita el control de enfermedades como la bulimia.

## Comparación de la proteína CT-1 humana con la de ratón
La secuencia de los clones de DNAc de CT-1 codifica una proteína de 201 aminoácidos que es en un 80% idéntica a la CT-1 de ratón (esta está formada por 203 residuos). Tanto a la CT-1 humana como a la de ratón, les falta una secuencia hidrofóbica convencional de aminoácido N-terminal indicativa de la señal de secreción. Además, la CT-1 humana tiene 2 residuos de cisteína y ningún sitio potencial de glucosilación N-linked, mientras que la de ratón tiene una cisteína y un sitio potencial de glucosilación.

Efectos biológicos de cardiotrofina 1

### Unión de CT-1 humana y de ratón en células humanas y de ratón
Las células M1 de ratón, que tienen un receptor llamado LIF, la CT-1 de este mismo mamífero se une a dicho receptor. No solamente esto, sino que CT-1 compite para lograr esta unión con la propia LIF de ratón. Específicamente, cuando no hay presencia de otras moléculas ni componentes de ninguna clase, la CT-1 se une a la subunidad del receptor LIF, cuando este se encuentra en forma soluble y purificada. Esto no significa que la CT-1 no se pueda unir o no pueda ser reconocida por otras subunidades receptoras. Si es así, estas aún han de hallarse.
Cuando nos referimos a la compatibilidad de la CT-1 humana en ratones y ratas, se observan unos resultados curiosos. La CT-1 humana compite por la unión al receptor LIF de ratón. Así que podemos afirmar que la CT-1 humana es funcional y por lo tanto, en termos biológicos, activa, en células de rata, ya que se ha concluido en experimentos anteriores, pero además podemos sumar el hecho de que la CT-1 humana se haya unido al receptor LIF en células de ratón.
Ahora bien, que la CT-1 humana se haya unido al receptor LIF en células de ratón no tendría que significar que tenga que pasar necesariamente lo mismo en sentido contrario, pero sí que pasa. Si nos centramos en el LIF, hemos comprobado que el LIF humano y el de ratón pueden unirse y activar el receptor LIF de ratón, pero el LIF de ratón no se une al receptor LIF humano. Utilizando células Hela comprobamos si la CT-1 de ratón y la humana son capaces de unirse al receptor LIF humano que se encuentra en dichas células Hela. Aquí los resultados también son interesantes: el LIF humano ejerce una competencia para unirse al receptor LIF humano (que es lo esperado debido a su especificidad ), pero el LIF de ratón no lo hace, es decir, no compite para unirse al LIF humano. El CT-1 de ratón sí que compite por el enlace de LIF humano. En definitiva, después de una serie de experimentos con más moléculas de LIF, CT-1 i receptores de ambas especies de concluye que la CT-1 humana y la de ratón son capaces de unirse al receptor LIF humano.